# Liparis nana
Liparis nana är en orkidéart som beskrevs av Robert Allen Rolfe. Liparis nana ingår i släktet gulyxnen, och familjen orkidéer.
Artens utbredningsområde är Vietnam. Inga underarter finns listade i Catalogue of Life.